# Jose Miguel Arroyo

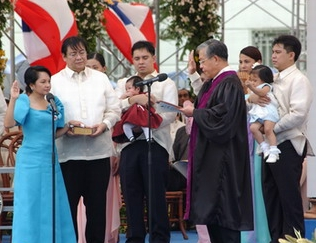
Jose Miguel Arroyo houdt de bijbel vast bij de inauguratie van zijn echtgenote als president

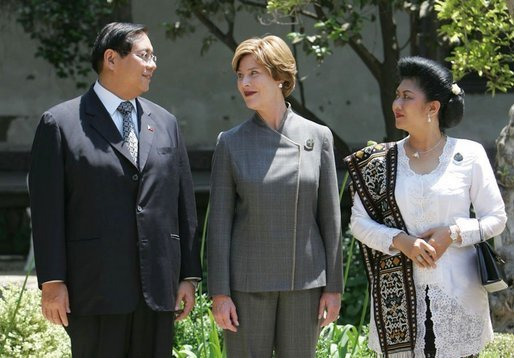
Jose Miguel Arroyo (links) samen met Laura Bush en Kristiani Herawati tijdens de APEC top in 2004 in Santiago

Jose Miguel Tuason "Mike" Arroyo (Manilla, 27 juni 1946) is een Filipijnse advocaat en de echtgenoot van Gloria Macapagal-Arroyo, de veertiende president van de Filipijnen. 

## Gezondheid
Op 9 april 2007 werd Arroyo opgenomen in het St. Luke's Medical Center met hartproblemen. Hij onderging een succesvolle drievoudige bypassoperatie en kon het ziekenhuis op 1 mei weer verlaten. 